# Rodney J. Clifton
Rodney James Clifton (* 10. Juli 1937 in Orchard (Nebraska)) ist ein US-amerikanischer Ingenieurwissenschaftler für Mechanik.
Clifton studierte an der University of Nebraska mit dem Bachelor-Abschluss 1959 und am Carnegie Institute of Technology mit dem Master-Abschluss 1961 und der Promotion als Bauingenieur 1964. Danach war er zunächst Assistant Professor und ab 1971 Professor an der Brown University. 1974 bis 1979 und 1998 bis 2003 war er dort Dekan der Ingenieursfakultät.
1979 war er Gastprofessor an der Stanford University und 1971/72 Gastwissenschaftler an der University of Southampton. Er war Berater bei Terra Tek in Salt Lake City (seit 1973), an den Sandia National Laboratories und am Brookhaven National Laboratory.
Er befasste sich mit der Dynamik von Einschlägen auf Platten (theoretisch und experimentell), dynamischer Plastizität und Dynamik von Rissbildung, hydraulische Rissbildung (Fracturing) und numerischen Methoden.
2000 erhielt er die Timoshenko Medal und 1997 die William Murray Medal der Society of Experimental Mechanics. Er ist Fellow der National Academy of Engineering, der American Academy of Arts and Sciences, der American Physical Society, der American Society of Mechanical Engineers und der American Academy of Mechanics.